# Кацулас, Андреас
Андре́ас Кацулас (англ. Andreas Katsulas, 18 мая 1946 — 13 февраля 2006) — американский актёр, наиболее известный по ролям посла Г'Кара в фантастическом телесериале «Вавилон-5», однорукого злодея Сайкса в фильме «Беглец» и ромуланина Томалака в сериале «Звёздный путь».

## Биография

### Ранние годы
Андреас Кацулас родился в Сент-Луисе в рабочей семье выходцев из Греции. В возрасте 4 лет стал проявлять интерес к актёрскому мастерству и его мать отдала его в местный любительский театр. Андреас учился театральному мастерству в Университете Сент-Луиса и получил степень магистра в театре при университете Индианы. С 1971 по 1986 он гастролировал с театром Питера Брука.

### Карьера в кино
Его дебютный фильм Série Noire (1979), о продавце , который планирует убийство.В 1986 году Кацулас перебрался в Лос-Анджелес, где стал получать эпизодические роли в кино. С 1994 года играл одну из главных ролей в сериале «Вавилон-5» — посла Г’Кара. Кроме этого участвовал в качестве приглашённого актёра в многих телевизионных сериалах, в том числе:Alien Nation; The Equalizer; Она написала убийство; NYPD Blue; Тысячелетие; Звёздный путь: Следующее поколение (эпизоды Враг, Перебежчик, Несовершенное будущее и Всё блага мира в роли Томалака); Звёздный путь: Энтерпрайз (Донор) и Макс Хэдрум.
Также голос актёра присутствует в играх для PlayStation 2 Primal и 24: The Game.

### Смерть
В начале 2005 года Кацуласу, о котором создатель телесериала «Вавилон-5» Майкл Стражински сказал, что он «любил курение с неописуемой страстью», был поставлен диагноз рак лёгких. Он умер год спустя в Лос-Анджелесе в возрасте 59 лет. У него остались жена и двое детей.

## Фильмография
- 1984 — Сицилиец (фильм)
- 1987 — Тот, кто меня бережёт
- 1988 — Закат
- 1988 — Краденое небо
- 1989 — Общение (фильм)
- 1991 — Она написала убийство — Jerry Pappas
- 1993 — Горячие головы! Часть вторая
- 1993 — Беглец
- 1994 — Вавилон-5 (посол Г’Кар)
- 1996 — Приказано уничтожить

## Музыкальные записи
- The Be Five — Trying to Forget